# Edmond Serneels

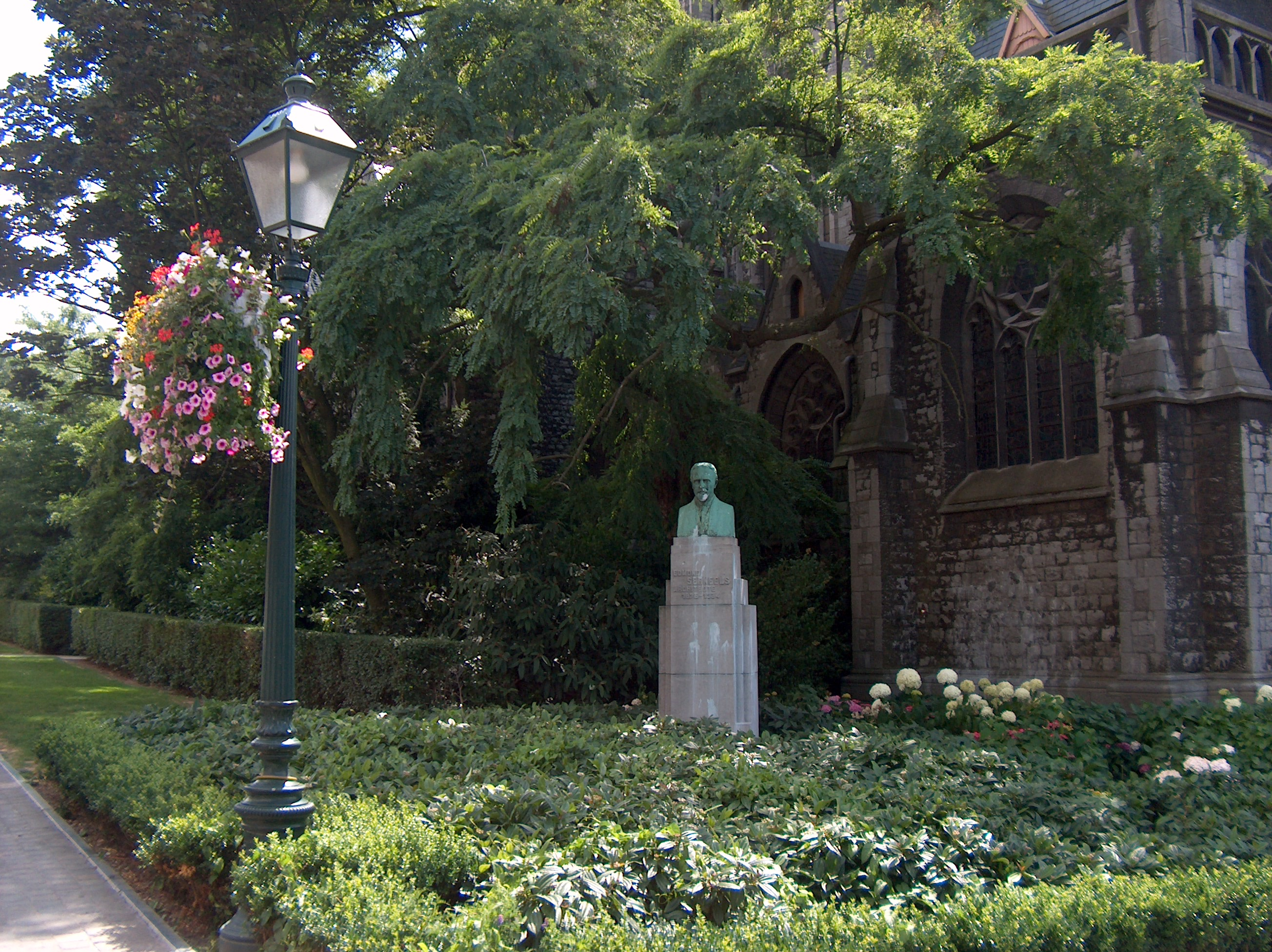
Buste d'Edmond Serneels en place Saint-Antoine à Etterbeek.

Edmond Serneels, né à Etterbeek (Bruxelles) en 1875 et mort en 1934, est un architecte belge.

## Biographie
Edmond Serneels est un fervent partisan du néogothique. Il est l'auteur de nombreux ouvrages parmi lesquels des édifices religieux et scolaires.
Parmi ses œuvres on peut citer :
- Institut Sainte-Geneviève, avenue Eudore Pirmez, n° 43-49 à Etterbeek (devenu communauté éducative Sainte-Geneviève) (1902)
- église Saint-Antoine-de-Padoue, place Saint-Antoine, à Etterbeek (plans établis avec G. Cochaux-Segard (1905-1906))[1]
- une partie de la résidence jésuite du Gesù (1929-1930) situé rue Traversière 2 à Saint-Josse-ten-Noode
- église Saint-Albert, rue Victor Hugo 143, à Schaerbeek (1930)
- habitation au n° 30 de l'avenue Albert-Élisabeth à Woluwe-Saint-Lambert
- habitations situées aux n° 32 et 33 de la place Saint-Antoine à Etterbeek
- habitations situées aux n° 16 et 18 de la rue Aviateur Thieffry à Etterbeek (1929)

L'architecte Edmond Serneels a habité à Etterbeek, rue Louis Hap n° 199, qui est un bel exemple de son style d'architecture.
En sa mémoire, un buste est inauguré en 1935 à la place Saint-Antoine à Etterbeek. Ce buste est l'œuvre du sculpteur Edmond de Valériola.

## Galerie de photos

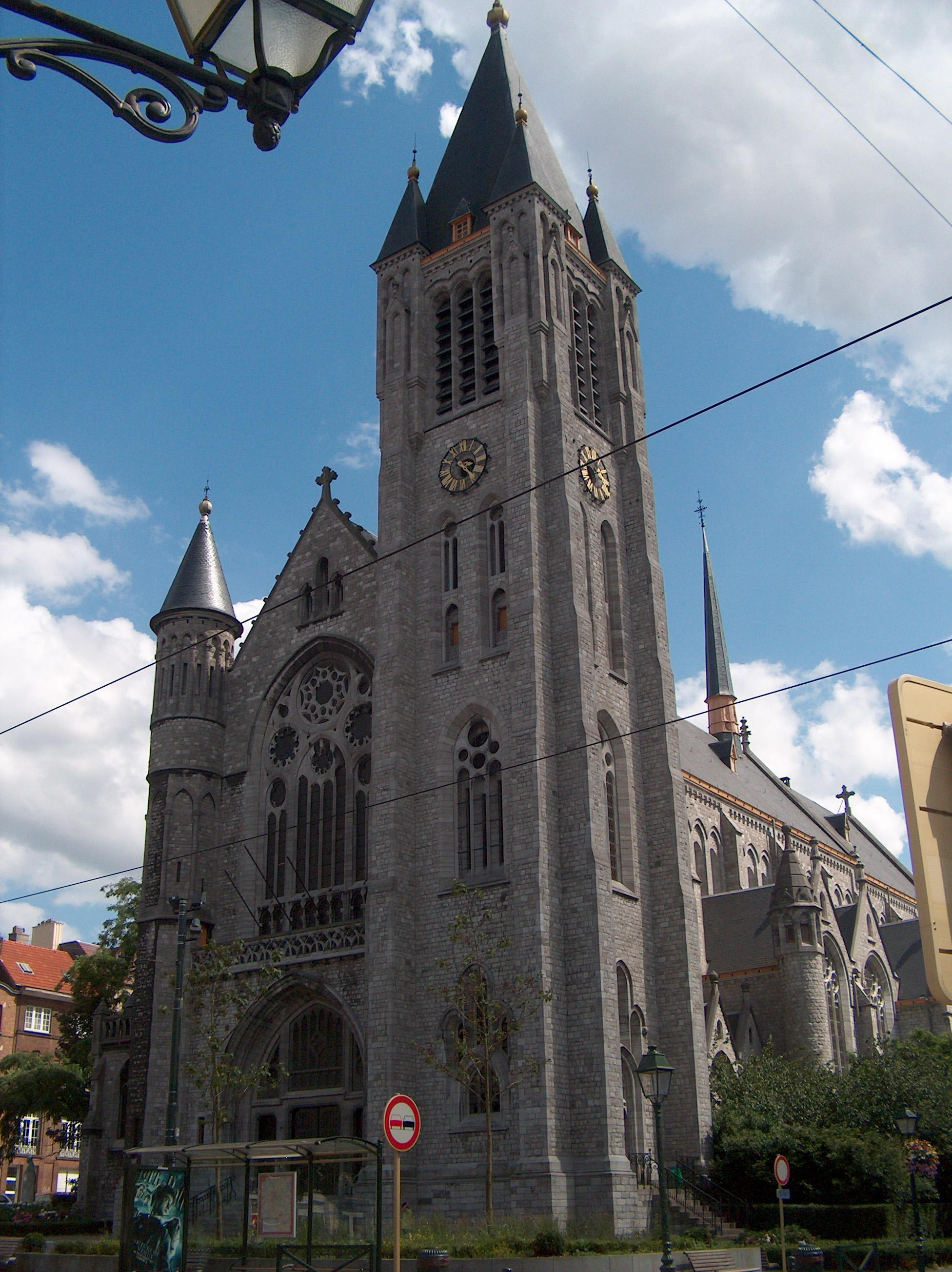
L'Église Saint-Antoine
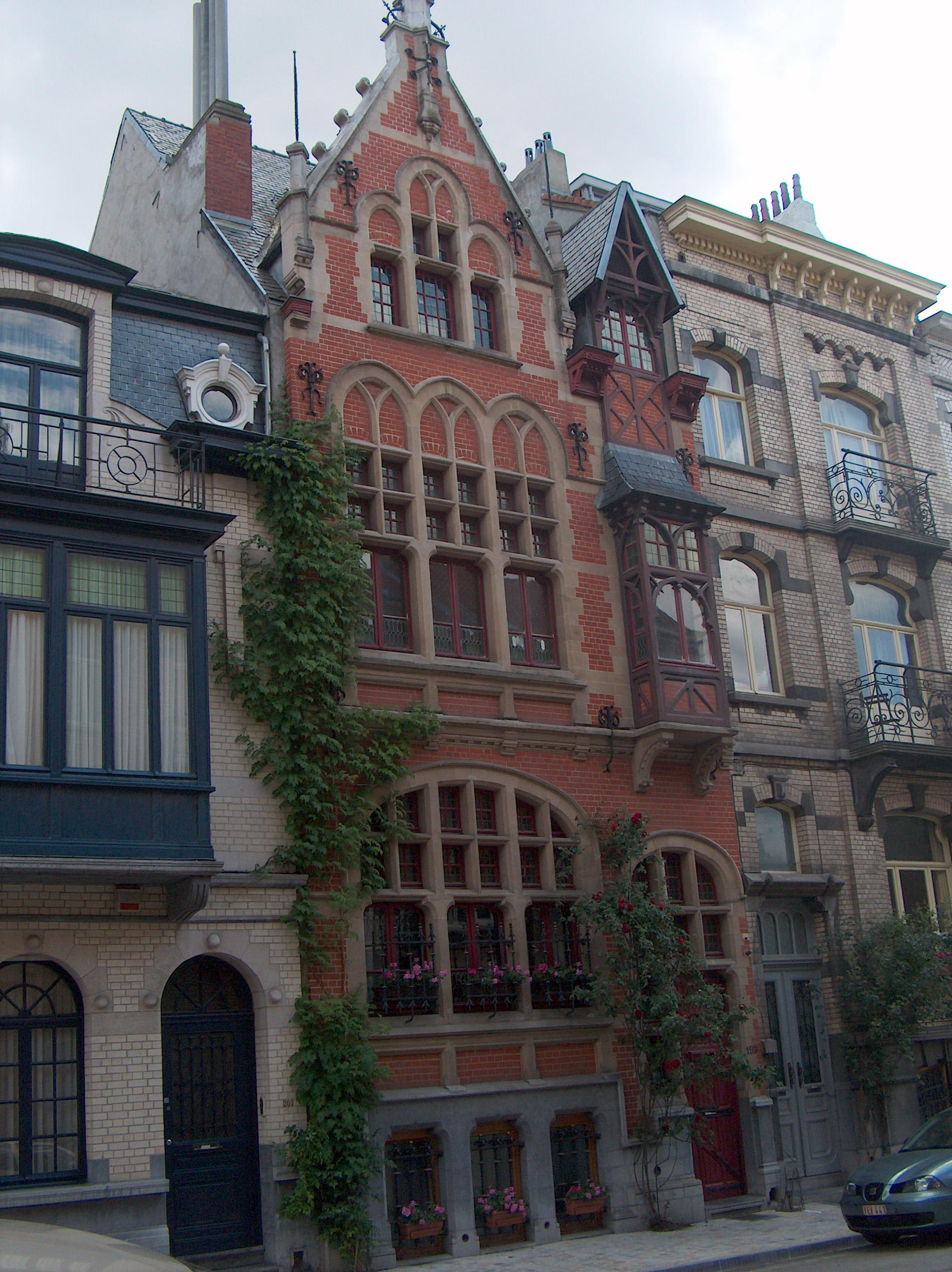
La maison personnelle de l'architecte (199 [rue Louis Hap).
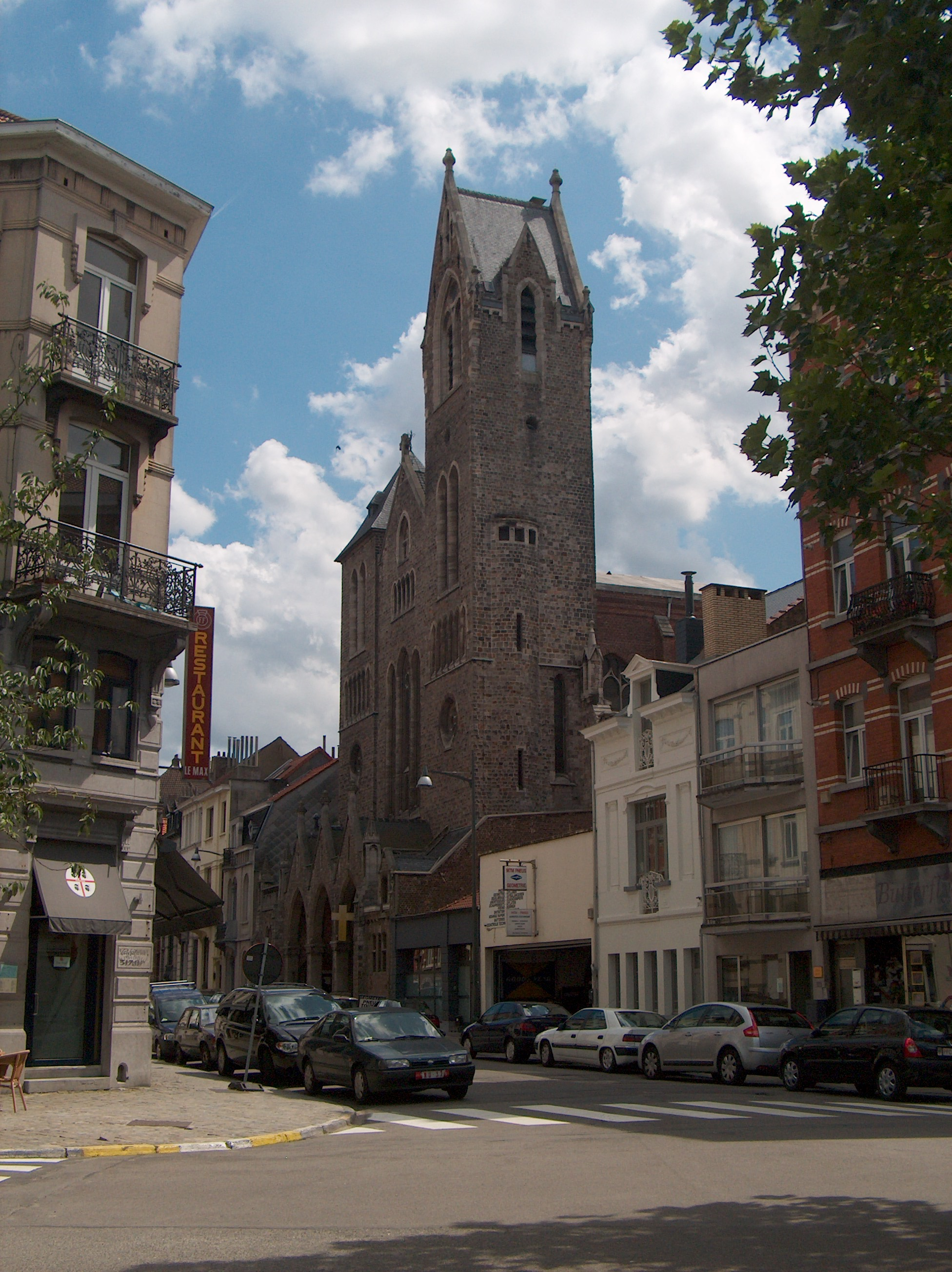
L'Église Saint-Albert de Schaerbeek